# 约翰·柯比
约翰·弗朗西斯·柯比（英語：John Francis Kirby，1963年6月3日—）是美國海軍退役少将，自2021年起擔任美国国防部新闻秘书和国防部公共事务助理部长。他曾在2017年至2021年期间担任有线电视新闻网的军事和外交分析员。在此之前，他曾于2015年至2017年在奥巴马政府担任美国国务院发言人。